# Novokeynesiánství
Nová keynesiánská ekonomie (neboli Novokeynesiánství) je myšlenkový směr v moderní makroekonomii, který se vyvinul z myšlenek Johna Maynarda Keynesa. J. Keynes napsal ve 30. letech 20. století Obecnou teorii zaměstnanosti, úroků a peněz (The General Theory of Employment, Interest, and Money) a jeho vliv mezi akademiky a tvůrci politiky se během šedesátých let zvýšil. V sedmdesátých letech však noví klasičtí ekonomové jako Robert Lucas, Thomas J. Sargent a Robert Barro zpochybnili mnoho pravidel keynesiánské revoluce. Označení „new Keynesian“ popisuje ekonomy, kteří v 80. letech reagovali na tuto novou klasickou kritiku úpravami původních keynesiánských principů.
Hlavní neshoda mezi novými klasickými a novými keynesiánskými ekonomy spočívá v tom, jak rychle se dokáží mzdy a ceny přizpůsobit. Noví klasičtí ekonomové staví své makroekonomické teorie na předpokladu, že mzdy a ceny jsou flexibilní. Věří, že ceny „čistí“ trhy - vyrovnávají nabídku a poptávku rychlým přizpůsobením se. Avšak novokeynesiánští ekonomové se domnívají, že modely tržní rovnováhy (market-clearing models) nemohou vysvětlit krátkodobé ekonomické výkyvy, a proto obhajují modely se „sticky“ (strnulými) mzdami a cenami. Strnulé ceny jsou takové ceny, které nereagují rychle na změny cenových hladin. Koncept strnulosti cen se dá použít i na mzdy - když poklesnou prodeje, tak se mzdy hned nesníží. Nové keynesiánské teorie se opírají o tuto strnulost mezd a cen, aby vysvětlily, proč existuje nedobrovolná nezaměstnanost a proč má měnová politika tak silný vliv na ekonomickou aktivitu.
Dlouhá tradice v makroekonomii (zahrnující keynesiánskou i monetaristickou perspektivu) zdůrazňuje, že měnová politika v krátkodobém horizontu ovlivňuje zaměstnanost a produkci, protože ceny reagují pomalu na změny v peněžní nabídce. Z tohoto pohledu lze vyvodit, že pokud peněžní zásoba klesá, lidé utrácejí méně peněz a klesá poptávka po zboží. Protože ceny a mzdy jsou nepružné a neklesají okamžitě, snížené výdaje způsobují pokles výroby a propouštění pracovníků. Noví klasičtí ekonomové kritizovali tuto tradici, protože jí chybí ucelené teoretické vysvětlení pomalého chování cen. Mnoho nových keynesiánských výzkumů se pokouší napravit toto opomenutí.

## Náklady jídelníčku a externality agregované poptávky
Jedním z důvodů, proč se ceny nepřizpůsobují okamžitě, je to, že úprava cen je nákladná. Chcete-li změnit své ceny, v mnoha případech je nutností, aby firma zaslala zákazníkům nový katalog, distribuovala nové ceníky svým prodejním zaměstnancům nebo v případě restaurace vytiskla nová menu. Tyto náklady na úpravu cen, nazývané „náklady jídelníčku“ (menu costs), způsobují, že firmy upravují ceny spíše přerušovaně než nepřetržitě.
Ekonomové se neshodují v tom, zda náklady jídelníčku mohou pomoci vysvětlit krátkodobé ekonomické výkyvy. Skeptici poukazují na to, že náklady jídelníčku jsou obvykle velmi malé. Tvrdí, že je nepravděpodobné, že tyto malé náklady pomohou vysvětlit recese, které jsou pro společnost velmi nákladné. Zastánci odpovídají, že „malý“ neznamená „bezvýznamný“. Přestože jsou náklady jídelníčku pro jednotlivé firmy malé, mohly by mít velký dopad na ekonomiku jako celek.
Zastánci hypotézy nákladů jídelníčku popisují situaci následovně. Abychom pochopili, proč se ceny upravují pomalu, je třeba si uvědomit, že změny v cenách mají vnější vlivy - tedy efekty, které jdou nad rámec firmy a jejich zákazníků. Například snížení ceny jednou firmou přináší výhody dalším firmám v ekonomice. Když firma sníží cenu, kterou účtuje, mírně sníží průměrnou cenovou hladinu, a tím zvýší reálný příjem. Stimul vyššího příjmu zase zvyšuje poptávku po produktech všech firem. Tento makroekonomický dopad cenové úpravy jedné firmy na poptávku po produktech všech ostatních firem se nazývá „externalita agregátní poptávky“.
Za přítomnosti této externality mohou malé náklady jídelníčku způsobit, že ceny budou strnulé, a tato strnulost může společnosti způsobit velké náklady. Předpokládejme, že General Motors oznámí své ceny a poté, po poklesu nabídky peněz se musí rozhodnout, zda sníží ceny. Pokud by se tak stalo, kupující automobilů by měli vyšší skutečný příjem, a proto by kupovali více produktů také od jiných společností. Ale prospěch jiných společností není skutečností, o kterou se General Motors zajímá. General Motors by proto někdy nedokázal zaplatit náklady jídelníčku a snížit cenu, přestože je snížení ceny společensky žádoucí. Toto je příklad, kdy cenová strnulost je nežádoucí pro ekonomiku jako celek, i když může být optimální pro ty, kdo určují ceny.

## Rozložení cen
Novokeynesiánská vysvětlení strnulosti cen často zdůrazňují, že ne všichni v ekonomice určují ceny současně. Místo toho je úprava cen v celé ekonomice rozložena. Rozložení komplikuje stanovení cen, protože firmám záleží na jejich cenách ve srovnání s cenami účtovanými jinými firmami. Rozložení také může způsobit, že se celková úroveň cen bude upravovat pomalu, i když se jednotlivé ceny často mění.

### Příklad
Uvažujme následující příklad. Jako první předpokládejme, že je nastavení cen synchronizováno: každá firma upravuje svoji cenu první den v měsíci. Pokud se 10. května nabídka peněz a agregátní poptávka zvýší, bude produkce od 10. května do 1. června vyšší, protože ceny jsou během tohoto intervalu fixní. Ale 1. června všechny firmy zvýší své ceny v reakci na vyšší poptávku a ukončí třítýdenní boom.
Předpokládejme nyní, že je stanovení cen rozložené: polovina firem stanoví ceny každý první měsíc a polovina patnáctého. Pokud se 10. května zvýší nabídka peněz, pak polovina firem může zvýšit své ceny 15. května. Přestože polovina firem nebude měnit své ceny k patnáctému, zvýšení ceny jakoukoli firmou zvýší relativní cenu dané firmy, což způsobí ztrátu zákazníků. Tyto firmy proto pravděpodobně příliš nezvýší své ceny. (Naproti tomu, pokud jsou všechny firmy synchronizovány, všechny firmy mohou společně zvyšovat ceny, přičemž relativní ceny zůstanou nedotčeny.)
Pokud tvůrci cen z 15. května provedou malou úpravu svých cen, ostatní firmy provedou malou úpravu, až na ně 1. června přijde řada, protože se také chtějí vyhnout relativním cenovým změnám. Cenová hladina stoupá pomalu v důsledku malého zvýšení cen v první a patnáctý den každého měsíce. Díky tomu tedy dochází k stagnaci, protože žádná firma si nepřeje být první, kdo zveřejní výrazné zvýšení ceny.

## Selhání koordinace
Někteří novokeynesiánští ekonomové naznačují, že recese jsou výsledkem selhání koordinace. Při stanovování mezd a cen mohou nastat problémy s koordinací, protože ti, kdo je stanoví, musí předjímat kroky ostatních tvůrců mezd a cen.
K pochopení, jak by recese mohla vzniknout jako porucha koordinace, uvažujte následující přirovnání. Ekonomiku tvoří dvě firmy. Po poklesu nabídky peněz se každá firma musí rozhodnout, zda sníží její cenu. Každá firma chce maximalizovat svůj zisk, ale její zisk závisí nejen na jejím cenovém rozhodnutí, ale také na rozhodnutí druhé firmy.
Pokud ani jedna firma nesníží svoji cenu, je množství skutečných peněz (množství peněz děleno cenovou hladinou) nízké, následuje recese a každá firma vydělává pouze patnáct dolarů.
Pokud obě firmy sníží své ceny, zůstatky reálných peněz budou vysoké, vyhneme se recesi a každá firma bude mít zisk třicet dolarů. Ačkoli se obě firmy raději vyhnou recesi, ani jedna tak nemůže učinit svými vlastními kroky. Pokud jedna firma sníží cenu, zatímco druhá ne, následuje recese. Firma, která provádí snižování cen, vydělává pouze pět dolarů, zatímco druhá firma vydělává patnáct dolarů.
Podstatou tohoto podobenství je, že rozhodnutí každé firmy ovlivňuje soubor výsledků, které má druhá firma k dispozici. Když jedna firma sníží cenu, zlepší to příležitosti, které má druhá firma, protože druhá se pak může vyhnout recesi snížením ceny. Tento pozitivní dopad snížení cen jedné firmy na ziskové příležitosti druhé firmy může vzniknout z důvodu externality agregátní poptávky.
Jaký výsledek by měl člověk v této ekonomice očekávat? Na jednu stranu, pokud každá firma očekává, že druhá strana sníží svou cenu, obě ceny sníží, což povede k preferovanému výsledku, při kterém každá vydělá třicet dolarů. Na druhou stranu, pokud každá firma očekává, že si druhá strana udrží svou cenu, obě si udrží své ceny, což povede k horšímu řešení, ve kterém každá vydělá patnáct dolarů. Z toho plyne, že je možné uvažovat více výsledků.
Horší výsledek, ve kterém každá firma vydělá patnáct dolarů, je příkladem selhání koordinace. Pokud by se tyto dvě firmy dokázaly koordinovat, obě by snížily svou cenu a dosáhly preferovaného výsledku. Ve skutečném světě je na rozdíl od tohoto podobenství koordinace často obtížná, protože počet firem stanovujících ceny je velký. Morálka příběhu spočívá v tom, že i když cenová strnulost není v ničím zájmu, mohou být ceny strnulé jednoduše proto, že tvůrci cen očekávají, že budou.

## Teorie efektivnosti mezd
Další důležitou součástí novokeynesiánské ekonomiky byl vývoj nových teorií nezaměstnanosti. Trvalá nezaměstnanost je hádankou ekonomické teorie. Ekonomové se domnívají, že nadměrný přísun pracovních sil by vyvíjel tlak na snižování mezd. Snížení mezd by zase snížilo nezaměstnanost zvýšením poptávky po pracovní síle. Podle standardní ekonomické teorie je tedy nezaměstnanost samoopravným problémem.
Novokeynesiánští ekonomové se často obracejí k teoriím efektivnosti mezd, aby vysvětlili, proč tento model tržní rovnováhy může selhat. Tyto teorie tvrdí, že vysoké mzdy zvyšují produktivitu pracovníků. Vliv mezd na efektivitu pracovníků může vysvětlovat neschopnost podniků snižovat mzdy navzdory nadměrné nabídce pracovních sil. Přestože snížení mezd by snížilo mzdové náklady firmy, také by, pokud jsou teorie správné, způsobilo pokles produktivity pracovníků a zisků firmy.

### Tři teorie efektivnosti mezd
Existují různé teorie o tom, jak mzdy ovlivňují produktivitu pracovníků. První teorie efektivnosti mezd tvrdí, že vysoké mzdy snižují fluktuaci pracovních sil. Pracovníci opouštějí zaměstnání z mnoha důvodů - přijímají lepší pozice v jiných firmách, mění kariéru nebo se stěhují do jiných částí země. Čím více firma platí svým pracovníkům, tím větší je jejich motivace zůstat u firmy. Výplatou vysoké mzdy firma snižuje frekvenci výpovědí, čímž zkracuje čas strávený najímáním a výcvikem nových pracovníků.
Druhá teorie efektivnosti mezd tvrdí, že průměrná kvalita pracovní síly firmy závisí na mzdě, kterou vyplácí svým zaměstnancům. Pokud firma sníží mzdy, nejlepší zaměstnanci mohou převzít práci jinde a ponechat firmě méně produktivní zaměstnance, kteří mají méně alternativních příležitostí. Výplatou mzdy nad rovnovážnou úroveň se firma může vyhnout tomuto nepříznivému výběru, zlepšit průměrnou kvalitu svých zaměstnanců, a tím zvýšit produktivitu.
Třetí teorie efektivnosti mezd tvrdí, že vysoká mzda zlepšuje úsilí zaměstnanců. Tato teorie předpokládá, že firmy nemohou dokonale sledovat pracovní úsilí svých zaměstnanců a že zaměstnanci musí sami rozhodnout, jak tvrdě pracovat. Zaměstnanci se mohou rozhodnout tvrdě pracovat, nebo mohou práci odbývat a riskovat, že budou chyceni a propuštěni. Firma může zvýšit úsilí svých zaměstnanců vyplácením vysoké mzdy. Čím vyšší je mzda, tím vyšší jsou náklady na jejich propuštění. Zaplacením vyšší mzdy firma přiměje více svých zaměstnanců, aby svoji práci neodbývali, a zvyšuje tak jejich produktivitu.

## Nová syntéza
V průběhu 90. let 20. století vedla debata mezi novými klasickými a novokeynesiánskými ekonomy ke vzniku nové syntézy mezi makroekonomy o nejlepším způsobu, jak vysvětlit krátkodobé ekonomické fluktuace a roli měnové a fiskální politiky. Nová syntéza se pokouší spojit silné stránky konkurenčních přístupů, které jí předcházely. Z nových klasických modelů vychází řada modelových nástrojů, které osvětlují, jak se domácnosti a firmy rozhodují v průběhu času. Z novokeynesiánských modelů vychází tzv. rigidita cen a používá se k vysvětlení, proč měnová politika v krátkodobém horizontu ovlivňuje zaměstnanost a produkci. Nejběžnějším přístupem je předpokládat monopolně konkurenční firmy, které mění ceny pouze nepravidelně.
Srdcem nové syntézy je názor, že ekonomika je dynamický systém všeobecné rovnováhy, který se odchyluje od efektivního přidělování zdrojů v krátkodobém horizontu kvůli strnulým cenám a možná celé řadě dalších nedokonalostí trhu. V mnoha ohledech tato nová syntéza tvoří intelektuální základ pro analýzu měnové politiky ve Federálním rezervním systému a dalších centrálních bankách po celém světě.

### Základní novokeynesiánský model[2]
Nechť {\displaystyle \pi _{t}} je míra inflace, {\displaystyle \alpha } klesající výnosy, {\displaystyle \beta } diskontní faktor, {\displaystyle y_{t}^{n}} přirozená úroveň výstupu, {\displaystyle {\tilde {y_{t}}}} mezera výstupu (je úměrná součtu aktuálních a očekávaných odchylek mezi skutečnou úrokovou sazbou a jejím přirozeným protějškem), {\displaystyle r_{t}^{n}} přirozená úroková míra, {\displaystyle i_{t}} je nominální úroková míra, {\displaystyle v_{t}} exogenní složka s nulovou střední hodnotou, {\displaystyle \phi _{\pi }} a {\displaystyle \phi _{y}} jsou nezáporné koeficienty.
Novokeynesiánská Phillipsova křivka
Představuje jeden z klíčových stavebních prvků základního novokeynesiánského modelu. Je dána předpisem
{\displaystyle \pi _{t}=\beta E_{t}[\pi _{t+1}]+\kappa {\tilde {y_{t}}}}, kde {\displaystyle \kappa =\lambda (\sigma +{\frac {\varphi +\alpha }{1-\alpha }})}.
Dynamická IS křivka
Popisuje rovnováhu novokeynesiánského modelu.
{\displaystyle {\tilde {y_{t}}}=-{\frac {1}{\sigma }}(i_{t}-E_{t}[\pi _{t+1}]-r_{t}^{n})+E_{t}[{\tilde {y}}_{t+1}]}, kde {\displaystyle r_{t}^{n}=\rho +\sigma E_{t}[\Delta y_{t+1}^{n}]}
Pravidlo úrokové míry (Taylorovo pravidlo)
Pomocí pravidla úrokové míry je analyzována rovnováha novokeynesiánského modelu. Rovnice tohoto pravidla má následující tvar
{\displaystyle i_{t}=\rho +\phi _{\pi }\pi _{t}+\phi _{y}{\tilde {y_{t}}}+v_{t}} a musí platit, že {\displaystyle \kappa (\phi _{\pi }-1)+(1-\beta )\phi _{y}>0}.

## Politické důsledky
Vzhledem k tomu, že novokeynesiánská ekonomie je myšlenkovým proudem týkajícím se makroekonomické teorie, její stoupenci nemusí nutně sdílet jednotný pohled na hospodářskou politiku. Novokeynesiánská ekonomie naznačuje, že na rozdíl od některých nových klasických teorií, že recese jsou odchylky od normálního efektivního fungování trhů. Prvky novokeynesiánské ekonomiky, jako jsou náklady jídelníčku, rozložené ceny, selhání koordinace a efektivnost mezd, představují podstatné odchylky od předpokladů klasické ekonomiky, což poskytuje intelektuální základ pro ekonomiku laissez-faire. V novokeynesiánských teoriích jsou recese způsobeny určitým selháním trhu v celé ekonomice. Novokeynesiánská ekonomika tedy poskytuje důvody pro vládní intervence do ekonomiky, jako je proticyklická měnová nebo fiskální politika. Tato část novokeynesiánské ekonomiky byla začleněna do nové syntézy, která se objevila mezi makroekonomy. Zda by měli tvůrci politiky zasáhnout v praxi, je však obtížnější otázka, která s sebou nese různá politická i ekonomická rozhodnutí.

## Kritika novokeynesiánství
Novokeynesiánská ekonomie byla v některých kruzích kritizována za to, že neviděla blížící se Velkou recesi a že přesně nezohledňuje období sekulární stagnace, která po ní následovala.

## Klíčové body
- Novokeynesiánská ekonomie je moderním odvětvím v makroekonomické doktríně, která se vyvinula z klasických keynesiánských ekonomických principů.
- Ekonomové tvrdili, že to, že ceny a mzdy jsou „strnulé“, způsobuje nedobrovolnou nezaměstnanost a spolu s monetární politikou to má velký dopad na ekonomiku.
- Tento způsob myšlení se stal dominantní silou v akademické makroekonomii od 90. let do finanční krize v roce 2008[3].